# Singet dem Herrn ein neues Lied, BWV 225

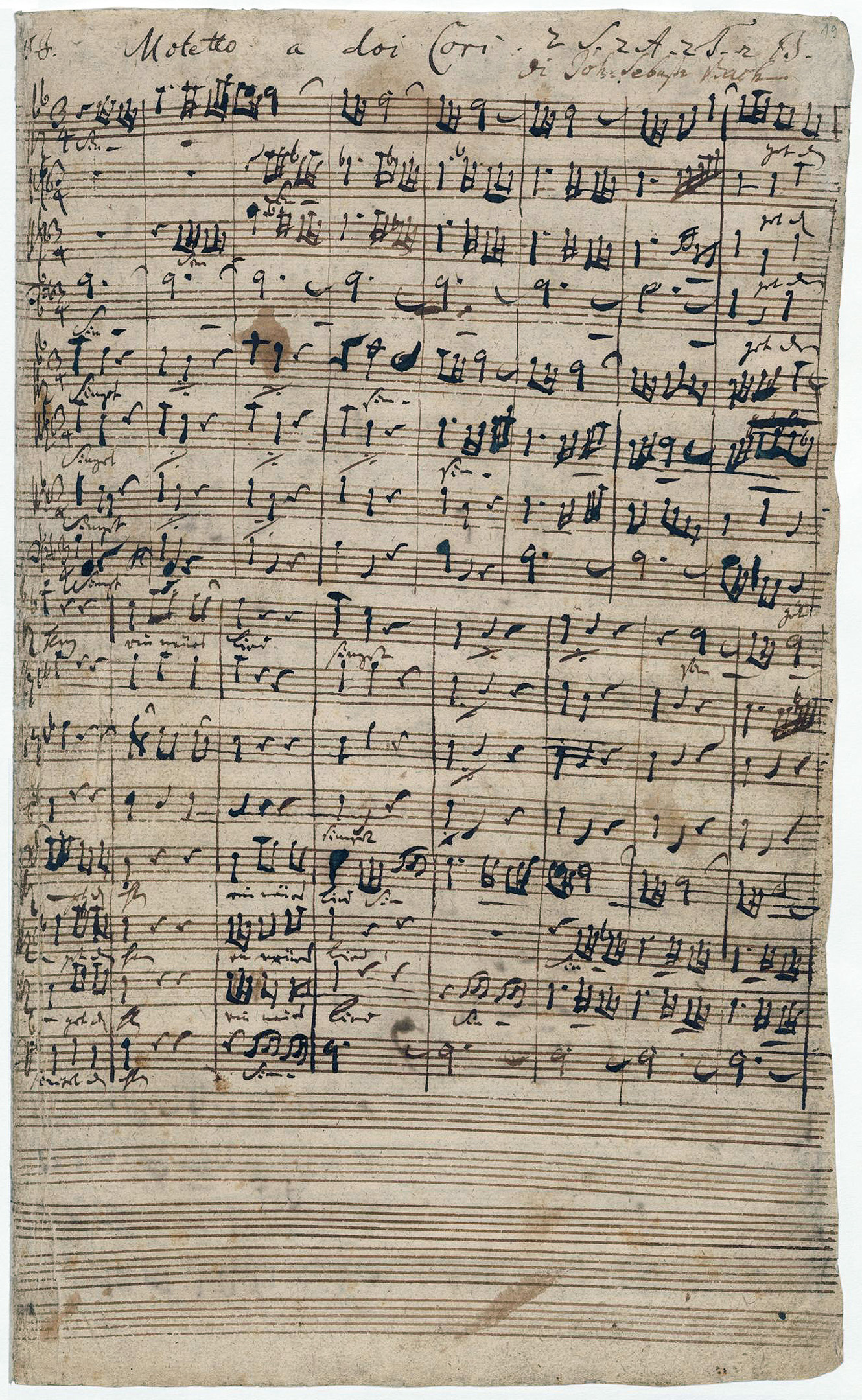
Autograph der ersten Takte von Singet dem Herrn ein neues Lied

Singet dem Herrn ein neues Lied (BWV 225) ist eine Motette für zwei vierstimmige Chöre von Johann Sebastian Bach.

## Geschichte
Bach schrieb die Motette zwischen dem Juni 1726 und dem April 1727, der genaue Zeitpunkt ist unbekannt. Der Thomaskantor komponierte nur selten eine Motette, da dies im Gegensatz zu seinen Kirchenkantaten nicht zu seinen Amtspflichten zählte. Der genaue Kompositionsanlass ist nicht bekannt, einige Bachforscher vermuten eine Neujahrsmotette. Sie wurde 1727 in Leipzig uraufgeführt.

## Besetzung und Aufbau
Singet dem Herrn ein neues Lied ist wie die Motetten Der Geist hilft unser Schwachheit auf, Fürchte dich nicht und Komm, Jesu, komm doppelchörig besetzt, für acht Stimmen. Sie wird in der Regel von gemischten Chören aufgeführt. Zur Aufführungspraxis ist zu bemerken, dass der a-cappella-Begriff des Generalbasszeitalters auch diejenige Chormusik umfasste, die von Orgel und Orchester stützend begleitet wurde; Bach selber führte seine Motetten wahrscheinlich ausnahmslos mindestens mit Continuobegleitung (Orgel oder Orgelpositiv und Violone) auf.
Die Motette lässt sich in drei große Sätze gliedern. Im zweiten, langsamen Satz tragen beide Chöre ihren eigenen Text abwechselnd vor. Die anderen beiden Sätze sind schnell, hier teilen sich beide die Chöre einen gemeinsamen Text.

## Text
Der Text des ersten Satzes stammt aus dem Psalm 149, der des dritten aus Psalm 150. Im zweiten Satz kombiniert Bach eine Strophe des Lieds Nun lob, mein Seel, den Herren von Johann Gramann mit dem Gedicht Gott, nimm dich ferner unser an eines unbekannten Verfassers.
Chor I und II:
Singet dem Herrn ein neues Lied, die Gemeine der Heiligen sollen ihn loben. Israel freue sich des, der ihn gemacht hat. Die Kinder Zion sei’n fröhlich über ihren Könige, sie sollen loben seinen Namen in Reihen; mit Pauken und mit Harfen sollen sie ihm spielen.
Chor I:
Gott, nimm dich ferner unser an,

denn ohne dich ist nichts getan

mit allen unsern Sachen.

Drum sei du unser Schirm und Licht,

und trügt uns unsre Hoffnung nicht,

so wirst du’s ferner machen.

Wohl dem, der sich nur steif und fest

auf dich und deine Huld verlässt.
Chor II:
Wie sich ein Vater erbarmet

über seine junge Kinderlein,

so tut der Herr uns allen,

so wir ihn kindlich fürchten rein.

Er kennt das arm Gemächte,

Gott weiß, wir sind nur Staub,

gleichwie das Gras vom Rechen,

ein Blum und fallend Laub.

Der Wind nur drüber wehet,

so ist es nicht mehr da,

also der Mensch vergehet,

sein End, das ist ihm nah.
Chor I und II:
Lobet den Herrn in seinen Taten, lobet ihn in seiner großen Herrlichkeit! Alles, was Odem hat, lobe den Herrn, Halleluja!

## Musik
Der erste koloraturfreudige Satz beginnt mit einem breiten präludienartigen Teil, in dem zunächst das erste Wort „Singet“ stetig wiederholt wird. „Die Gemeine der Heiligen“ wird von den Chören dialogisch wiedergegeben. Der dritte Teil des ersten Satzes wird fugenartig und noch tänzerischer als zuvor verarbeitet.
Der gesamte zweite Satz ist ein steter Dialog zweier Choräle und langsamer als der erste. Beide Texte ergänzen sich inhaltlich und bilden die theologische Mitte der Motette.
Der Schlusssatz ist wie der erste rasch und tänzerisch gehalten. Die Motette wird mit dem kompositorischen Höhepunkt einer vierstimmigen Fuge abgerundet („Alles, was Odem hat“) und mündet in ein breites „Halleluja“.

## Rezeption
Wolfgang Amadeus Mozart hörte die Motette nach Bachs Tod 1789 in der Thomasschule in Leipzig. Friedrich Rochlitz, der als Thomaner an dieser Darbietung teilnahm, berichtete später von dem Ereignis:

„Auf Veranstaltung des damaligen Thomaskantors in Leipzig, des verstorbenen Doles, überraschte Mozarten das Chor mit der Aufführung der zweychörigen Motette: Singet dem Herrn ein neues Lied – von dem Altvater deutscher Musik, von Sebastian Bach. Mozart kannte diesen Albrecht Dürer der deutschen Musik mehr vom Hörensagen, als aus seinen selten gewordenen Werken. Kaum hatte der Chor einige Takte gesungen, so stuzte Mozart – noch einige Takte, da rief er: Was ist das? – und nun schien seine ganze Seele in seinen Ohren zu seyn. Als der Gesang geendiget war, rief er voll Freude: Das ist doch einmal etwas, woraus sich was lernen läßt! – Man erzählte ihm, dass diese Schule, an der Sebastian Bach Kantor gewesen war, die vollständige Sammlung seiner Motetten besitze und als eine Art Reliquien aufbewahre. Das ist recht, das ist brav – rief er: zeigen sie her! – – Man hatte aber keine Partitur dieser Gesänge; er ließ sich also die ausgeschriebenen Stimmen geben – und nun war es für den stillen Beobachter eine Freude zu sehen, wie eifrig Mozart sich setzte, die Stimmen um sich herum, in beide Hände, auf die Kniee, auf die nächsten Stühle vertheilte, und, alles andere vergessend, nicht eher aufstand, bis er alles, was von Sebastian Bach da war, durchgesehen hatte. Er erbat sich eine Kopie, hielt diese sehr hoch, und – wenn ich nicht sehr irre, kann dem Kenner der Bachschen Kompositionen und des Mozartschen Requiem […] besonders etwa der großen Fuge Christe eleison – das Studium, die Werthschätzung, und die volle Auffassung des Geistes jenes alten Kontrapunktisten bey Mozarts zu allem fähigen Geiste, nicht entgehen.“

Die erwähnte Kopie ist im Archiv der Gesellschaft der Musikfreunde in Wien erhalten. Sie trägt Mozarts handschriftlichen Vermerk: „NB müßte ein ganzes orchestre dazu gesezt werden“. Diese mehrdeutige Notiz wird in der Mozart-Forschung oft als Beleg dafür gedeutet, dass „Mozart mit genialem Instinkt die Vokalpolyphonie Bachs als wesenhaft instrumental erfasst habe“, doch könnte Mozart von Thomaskantor Doles auch Hinweise auf Bachs eigene, instrumental gestützte Aufführungspraxis erhalten haben.